# LNER P2形蒸気機関車
LNER  P2形蒸気機関車（LNER Class P2）は、ナイジェル・グリズリー卿（Sir Nigel Gresley）によって設計されたロンドン・アンド・ノース・イースタン鉄道 (LNER) の蒸気機関車。イギリスで二形式8両しか存在しないミカド型の蒸気機関車である。

## 概要
最初の2001はポペットバルブを使用し、2002はグレズリーの開発したグレズリー弁装置が使用された。その後、残りの4両も後者になぞった。
しかし、この機関車にも欠点があった。一つは火室面積が大きすぎて大量の石炭が必要になったこと、もう一つがホイールベースが長すぎて曲線通過が容易でなく発熱を起こすことであった。通常4軸の機関車は曲線通過を容易にするため第一動輪を横動できるようにするのだが、P2の場合イギリスの車体限界が小さかったことが災いして、横動を設けることができず、発熱を発生させていた。
全体的に運用コストが高く、良好な状態を維持するのが難しいため「必要とされる目的に対して、あまりにも精巧で複雑な設計」と評価されている。

## その後
グレズリーの死後、後任で彼の機関車に批判的だった、エドワード・トンプソンがP2をミカド型から美的センスに欠ける4―6―2のパシフィックに改造されてしまった。保存機は存在しないが現在、トンプソンの後任のアーサー・ペパコーンが作ったLNERA1の成功を受けて、P2の新造計画が進んでいる。

## 文献
- 斎藤晃『蒸気機関車200年史』NTT出版、2007年。ISBN 9784757141513。
- デイヴィッド・ロス (2007). 世界鉄道百科図鑑 - 蒸気、ディーゼル、電気の機関車・列車のすべて　1825年から現代. 悠書館. ISBN 978-4903487038